# Florian Kaltenböck
Florian Kaltenböck (* 4. Februar 2000) ist ein österreichischer Fußballtorwart.

## Karriere
Kaltenböck begann seine Karriere beim Favoritner AC. Im September 2018 spielte er erstmals für die erste Mannschaft des FavAC in der Wiener Stadtliga. Insgesamt absolvierte er 53 Spiele für die Wiener in der vierthöchsten Spielklasse. Zur Saison 2021/22 wechselte er zum Regionalligisten ASK-BSC Bruck/Leitha. In seiner ersten Saison in der Regionalliga absolvierte er 19 Spiele für Bruck. In der Saison 2022/23 kam er zu sieben Einsätzen, ehe sich Bruck/Leitha in der Winterpause vom Spielbetrieb zurückzog.
Kaltenböck wechselte daraufhin innerhalb der Liga zum USV Scheiblingkirchen-Warth. Für Scheiblingkirchen kam er bis Saisonende zu 13 Einsätzen in der Ostliga, aus der er mit dem Klub aber abstieg. In der Landesliga hütete er in der Saison 2023/24 in 28 Spielen das Tor. Zur Saison 2024/25 wechselte er zum Zweitligisten Admira Wacker. Sein Debüt in der 2. Liga gab er im August 2024, als er am fünften Spieltag jener Saison gegen den SK Rapid Wien II in der Startelf stand. Das Spiel wurde nach einem Unwetter aber nach 50 Minuten abgebrochen.